# Fritz Wilckens

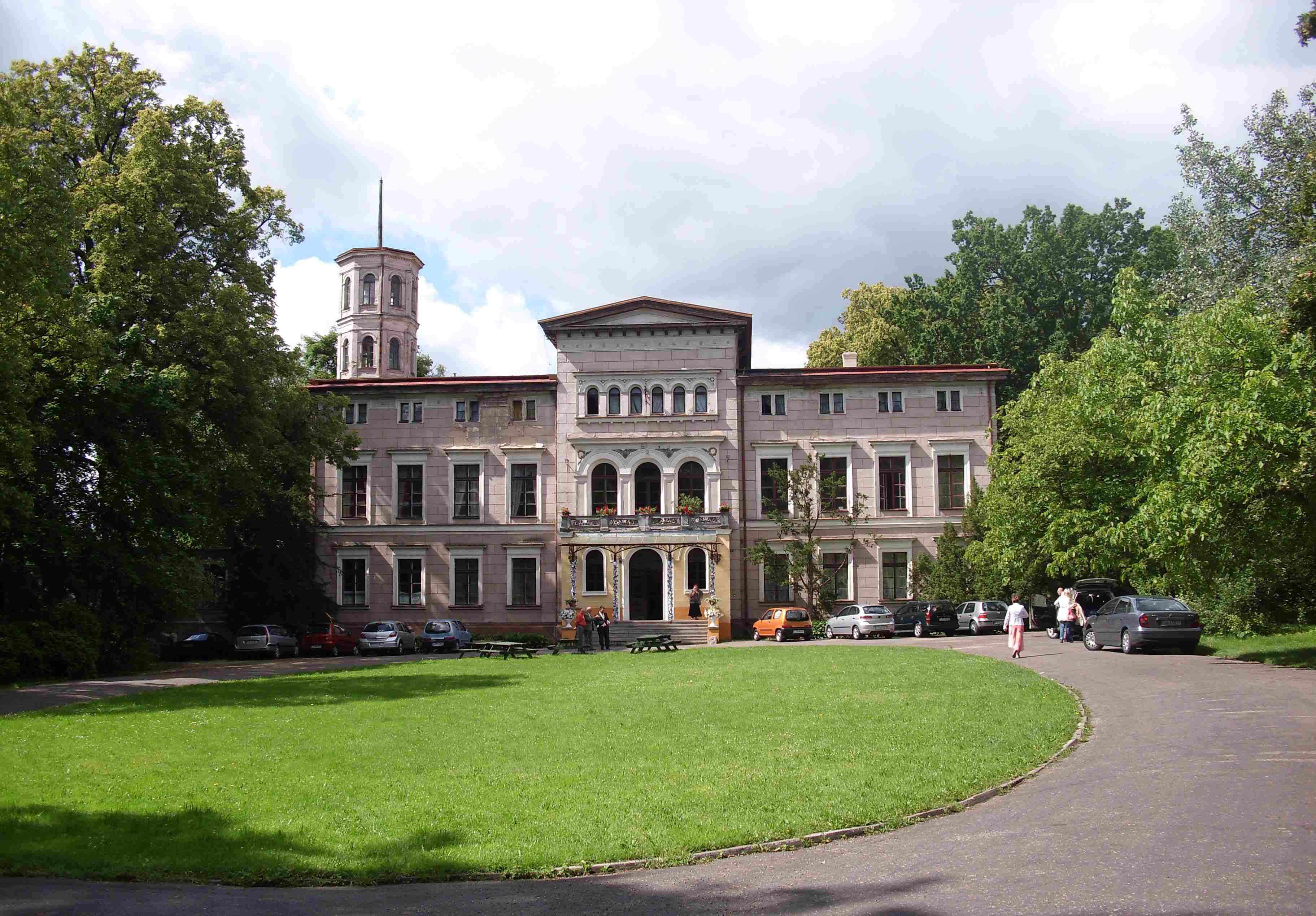
Sypniewo – Gut des Fritz von Wilckens

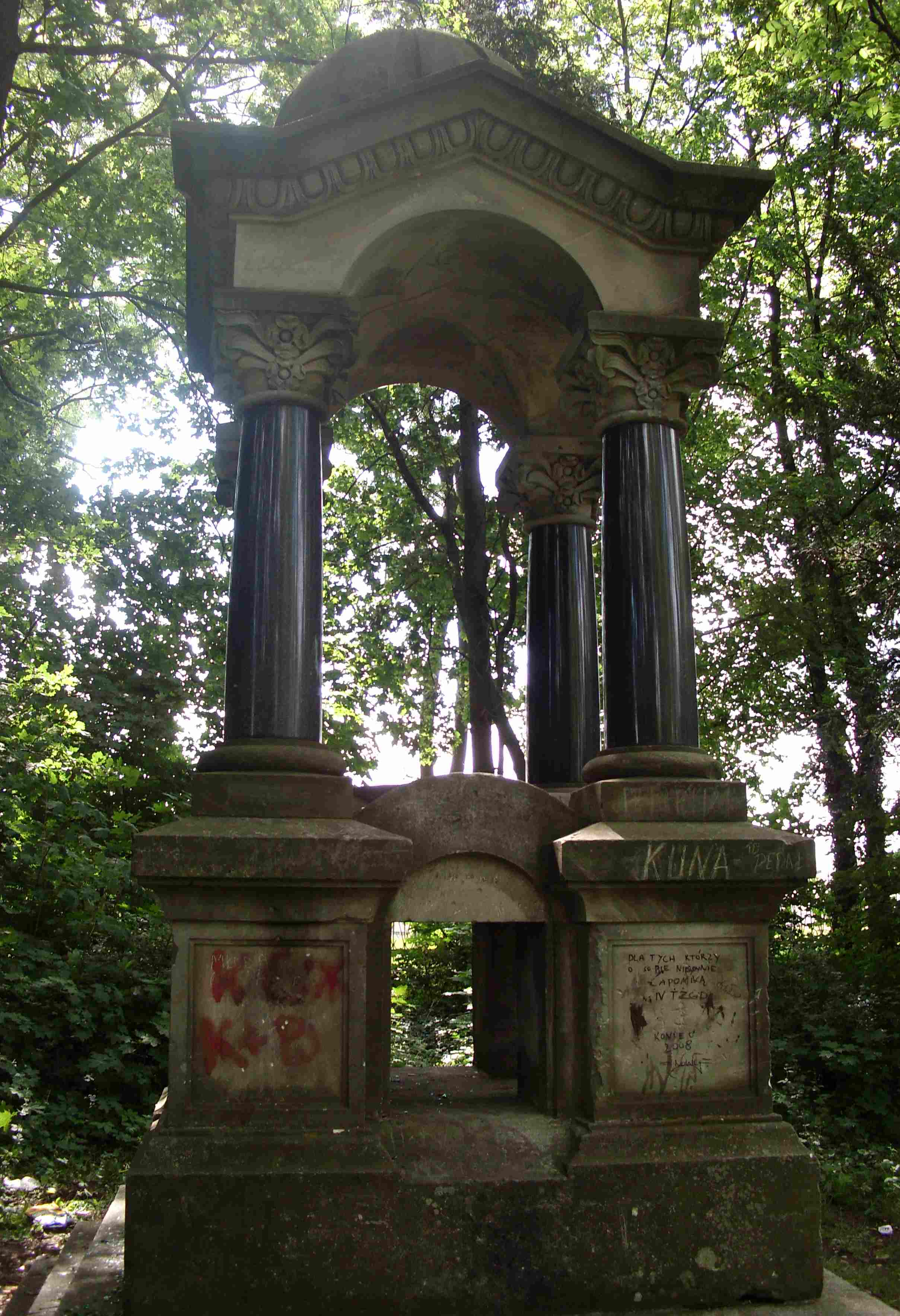
Sypniewo – Mausoleum des Fritz von Wilckens

Fritz Leberecht Wilckens, ab 1911 von Wilckens, (* 20. September 1861 in Sypniewo; † 3. Januar 1913 in Berlin) war Herrschaftsbesitzer und Mitglied des Deutschen Reichstags.

## Leben
Wilckens’ Eltern waren der Gutsbesitzer Leberecht Wilckens (* 1824; † 1900) und dessen Ehefrau Anna von Koenen (* 1838; † 1923), Tochter der Doris Wilckens und des preuß. Geheimen Ober-Regierungsrates Otto von Koenen. Sein Großvater Geheimrat Heinrich Albert Wilckens-Staffelde (* 1772; † 1835) verfasste unter Hardenberg die neue Städteordnung, sein Urgroßvater General-Auditeur von Koenen verfasste in Breslau die alte Militärprozessordnung.
Er besuchte das Gymnasium in Berlin und Potsdam bis zum Abiturientenexamen. Er hörte Rechtswissenschaften in Freiburg i B. Schon als Student betrieb er auf dem Gutsbezirk seines Vaters landeskundliche Forschungen. Nachher absolvierte er eine landwirtschaftliche Lehrzeit auf verschiedenen Gütern und Kreisen. Er wurde Besitzer der Herrschaft Sypniewo im Jahre 1888 und Dobrin im Jahre 1891. Seine Gutsbezirke, aus denen er ein Familienfideikommiss bildete, hatten um 1911 insgesamt eine Flächengröße von ca. 7000 Hektar. Er war Amtsvorsteher und Mitglied der Landwirtschaftskammer für Westpreußen. Als Leutnant der Landwehr-Kavallerie wurde er als Ganzinvalide verabschiedet. Er wurde ausgezeichnet mit dem Roten Adlerorden IV. Klasse.
Als Landwirt bemühte sich Wilckens um Naturschutz. In Waldstücken des Gutsbezirks Sypniewo trat die seltene Baumart der Elsbeere auf. Den Baumstamm aufgefundener Exemplare ließ er mit einem Strohring versehen, um zu verhindern, dass sie in Zukunft versehentlich gefällt würden. Um 1902 beinhaltete allein die Herrschaft Sypniewo mit Adamshof, Charlottenhof und Dorotheenhof-Friedrichau sowie Abbau Vandsburg (Dahlkeshof) zusammen 3542 ha.
Ab 1900 war er Mitglied des Preußischen Abgeordnetenhauses und von 1907 bis 1912 war er Mitglied des Deutschen Reichstags für den Wahlkreis Regierungsbezirk Marienwerder 7 Schlochau, Flatow und die Deutschkonservative Partei. 
1911 wurde er in den erblichen Adelsstand erhoben.
Wilckens hatte am 3. November 1888 in Wilhelmsruh Anna Nehring (* 1864; † 1939) geheiratet, Tochter der Mathilde Segler sowie des Landschaftsrates und Gutsbesitzers Edwin Nehring. Aus der Ehe gingen zwei Söhne Hans Jürgen (* 1889; † 1974); Fritz Jochem (* 1895), und die Tochter Ursula (* 1892) hervor. Die Güter des Vaters wurden aufgeteilt, Ursula erbte Ihlau (Illowo), Fritz Jochem bekam Dobrin und Hans Jürgen das Hauptgut Wilckenwalde (Sypniewo). Hans Jürgen von Wilckens war früh politisch tätig, für das Deutschtum in Pommerellen-Westpreußen, und nach dem Krieg auch als Autor tätig.
Leonie von Wilckens ist seine Enkeltochter.

## Veröffentlichungen
- Fundbericht über einige im Gutsbezirk Sypniewo entdeckte Alterthümer, in: Zeitschrift des Historischen Vereins für den Regierungsbezirk Marienwerder, Band 3, Marienwerder 1879, S. 99. Online